# Falk Richter
 (décembre 2015).
Si vous disposez d'ouvrages ou d'articles de référence ou si vous connaissez des sites web de qualité traitant du thème abordé ici, merci de compléter l'article en donnant les références utiles à sa vérifiabilité et en les liant à la section « Notes et références ».
Falk Richter (né le 23 octobre 1969 à Hambourg) est un metteur en scène, dramaturge et traducteur allemand.

## Biographie
Il étudie à partir de 1993 la linguistique, la philosophie et la mise en scène à l'université de Hambourg.
Il y met en scène ses premières pièces, Portrait. Image. Konzept. et Kult, et, en 1996, Silkon comme pièce de fin d'étude.
Ses pièces sont traduites dans 25 langues, en particulier Gott ist ein DJ, Nothing Hurts, Electronic City, Unter Eis et Trust. Ses pièces ont été jouées à Paris, Londres, New York, Sydney, Athènes, Copenhague, Jakarta, Tokyo, au Festival d'Avignon et au Festival d'Édimbourg.

## Œuvres publiées en français
- À deux heures du matin / Small town boy
- Electronic city
- Hôtel Palestine
- Ivresse / Play Loud
- Je suis Fassbinder / Sept secondes
- Le Système (Das System)
- My Secret Garden
- Sous la glace (Unter Eis)
- Trust / Nothing Hurts
- État d'Urgence / Never Forever

## Autres œuvres et mises en scène
- En une nuit (Kamerspielen de Hambourg,1996)
- Culte et Histoire pour une génération virtuelle (Théâtre de Düsseldorf)
- Dieu est un DJ (1998)
- 4.48 Psychose, Sarah Kane (Schaubühne, 2001)[1]
- Unter Eis (Das System 2), (Schaubühne, 2004)[1]
- Les Derniers Jours
- Kult
- Gott ist ein DJ
- Peace
- Die Verstörung (Schaubuhne, 2005)[1]
- Verletzte Jugend
- Safe places (2016)[2]